# Polistes gallicus
Polistes gallicus (Synonyme: P. foederata und P. omissa) ist ein Hautflügler aus der Familie der Faltenwespen (Vespidae).
Nachdem der frühere wissenschaftliche Name der Gallischen Feldwespe, Polistes gallicus, in P. dominula geändert wurde, benannte man die hier beschriebene Art von P. foederata in P. gallicus um. Somit wird der Name P. gallicus auch nicht mehr als Synonym der Gallischen Feldwespe geführt. Mittlerweile wurde auch P. omissa mit dieser Art synonymisiert, dieser Name bildet also heute ein Synonym der hier beschriebenen Art.

## Merkmale
Diese Feldwespe ist ähnlich wie die Haus-Feldwespe (Polistes dominula), deren Weibchen haben aber gelbe Wangen. Auf dem Hinterleib (Abdomen) hat sie ein sehr variables, gelb-schwarzes Muster. Auf dem zweiten Hinterleibssegment (Abdominaltergit) sind zwei auffällige gelbe Flecken erkennbar, während die folgenden Tergiten gelb gestreift sind. Die Wange der Weibchen ist meist schwarz, gelegentlich mit kleinem gelben Fleck.

## Vorkommen
In wärmeren Regionen von Frankreich, Schweiz, Österreich, nördlich bis Polen, Südeuropa bis Mittelasien, Nordafrika.
Die wärmeliebende Art hat sich in den 2000er Jahren nach Deutschland ausgebreitet. Der erste Nachweis eines Einzeltiers stammt 2009 aus einer Kiesgrube in Grenzach-Wyhlen, unmittelbar an der Schweizer Grenze. 2017 wurde sie im Kaiserstuhl gefunden, später auch in der Oberrheinebene in Rheinland-Pfalz und Hessen, seit 2021 nördlich bis zum Main.

## Ernährung
Sie ernähren sich räuberisch von anderen Insekten und Spinnen, aber auch von Blütennektar.

## Nestbau und Fortpflanzung

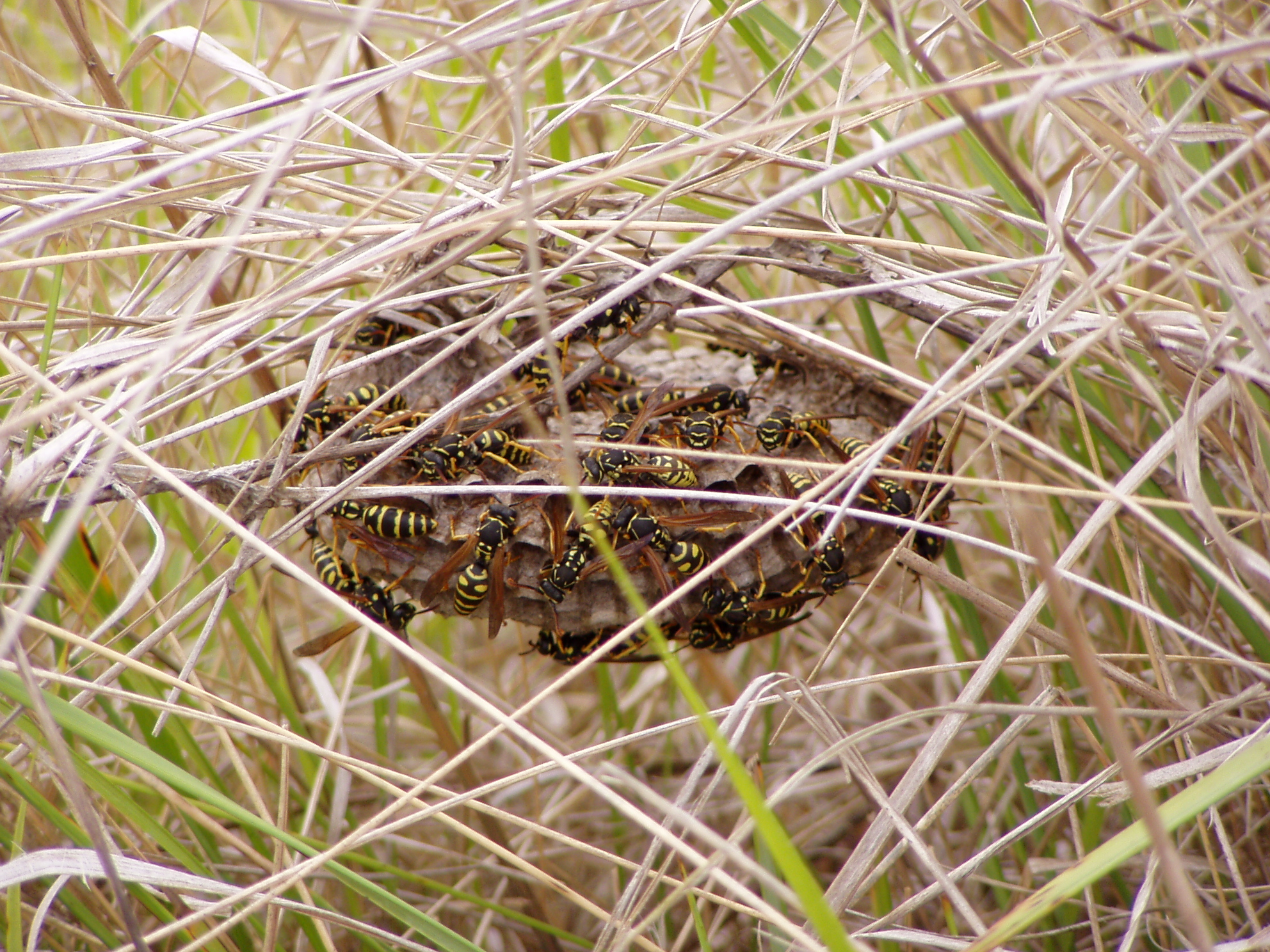
Nest von Polistes gallicus

Gewöhnlich wird das Nest der Polistes gallicus im Frühling von einer Jungkönigin oder meist von mehreren gemeinschaftlich gegründet. Als Bausubstanz wird Holzkitt gebraucht, der aus Holz vertrockneter Pflanzenstängel und dem Sekret der Speicheldrüsen gemischt wird. Das kleine, mantellose (nach außen offene Waben) Nest wird an einem Neststiel (als Engstelle gute Verteidigungsmöglichkeiten) gebaut.
Kurz nach der Eiablage frisst die stärkste Königin die Brut der Konkurrentinnen, bis diese die Eiablage aufgeben und sich nur noch als Arbeiterinnen betätigen. Sollte das stärkste Weibchen sterben, folgt das zweitstärkste an ihre Position. Die Arbeiterinnen füttern die Larven und ihre Königin mit Insekten (überwiegend Fliegen) und Spinnen, die sie erst zerkauen und in Kugelform weitergeben.

## Krankheiten und Parasiten
Polistes gallicus kann von parasitoiden Fächerflüglern der Art Xenos vesparum befallen werden.